# Borovac (Novszka)
Borovac falu Horvátországban, Sziszek-Monoszló megyében. Közigazgatásilag Novszkához tartozik.

## Fekvése
Sziszek városától légvonalban 64, közúton 80 km-re, községközpontjától 15 km-re délkeletre, az A3-as autópálya mentén, Rajić és Lađevac között, a Borovačka-patak mentén fekszik. 

## Története
A településnek már a 16. században volt temploma, mely valószínűleg a török hódítás során pusztult el. A térség a török kiűzését követően a 17. század végén népesült be újra részben horvát, részben szerb lakossággal. A horvát népesség kezdetben az 1700 körül alapított jazavicai plébániához tartozott, majd 1780 után a katolikus plébániát Gornji Rajićra költöztették és azóta a katolikus lakosság oda tartozik. A szerbek a szomszédos donji rajići parókiához tartoztak.
1773-ban az első katonai felmérés térképén a település „Dorf Borovcze” néven szerepel. 1857-ben 481, 1910-ben 941 lakosa volt. Pozsega vármegye Novszkai járásához tartozott. 1918-ban az új szerb-horvát-szlovén állam, majd később Jugoszlávia része lett. A II. világháború idején a Független Horvát Állam része volt. A háború után enyhült a szegénység és sok ember talált munkát a közeli városokban. 1991-ben a délszláv háború előestéjén lakosságának 55%-a szerb, 38%-a horvát nemzetiségű volt. 1991. június 25-én a független Horvátország része lett, de rövidesen elfoglalták a JNA csapatai és csak 1995 május elején, a „Blijesak” hadművelet keretében foglalta vissza a horvát hadsereg. A szerb lakosság nagyrészt elmenekült. A településnek 2011-ben 273 lakosa volt.

## Népesség
| Lakosság változása | Lakosság változása | Lakosság változása | Lakosság változása | Lakosság változása | Lakosság változása | Lakosság változása | Lakosság változása | Lakosság változása | Lakosság változása | Lakosság változása | Lakosság változása | Lakosság változása | Lakosság változása | Lakosság változása | Lakosság változása |
| ------------------ | ------------------ | ------------------ | ------------------ | ------------------ | ------------------ | ------------------ | ------------------ | ------------------ | ------------------ | ------------------ | ------------------ | ------------------ | ------------------ | ------------------ | ------------------ |
| 1857               | 1869               | 1880               | 1890               | 1900               | 1910               | 1921               | 1931               | 1948               | 1953               | 1961               | 1971               | 1981               | 1991               | 2001               | 2011               |
| 481                | 448                | 519                | 706                | 837                | 941                | 861                | 895                | 860                | 854                | 810                | 771                | 743                | 656                | 309                | 273                |

## Nevezetességei
- Szent Márton tiszteletére szentelt római katolikus templomát a délszláv háború során a szerb egységek lerombolták. A háború után teljesen újjá kellett építeni.

- Szent Márton tiszteletére szentelt középkori temploma a mai templomtól északkeletre, az észak felé menő út mentén állt.